# Dany Cure
Dany José Cure Correa, noto semplicemente come Dany Cure (Machiques, 7 aprile 1990), è un calciatore venezuelano, attaccante svincolato.

## Caratteristiche tecniche
È un'ala destra.

## Carriera
Il 6 marzo 2014 ha debuttato con la nazionale venezuelana disputando l'amichevole persa 2-1 contro l'Honduras.

## Statistiche

### Cronologia presenze e reti in nazionale
| Cronologia completa delle presenze e delle reti in nazionale ― Venezuela | Cronologia completa delle presenze e delle reti in nazionale ― Venezuela | Cronologia completa delle presenze e delle reti in nazionale ― Venezuela | Cronologia completa delle presenze e delle reti in nazionale ― Venezuela | Cronologia completa delle presenze e delle reti in nazionale ― Venezuela | Cronologia completa delle presenze e delle reti in nazionale ― Venezuela | Cronologia completa delle presenze e delle reti in nazionale ― Venezuela | Cronologia completa delle presenze e delle reti in nazionale ― Venezuela |
| Data                                                                     | Città                                                                    | In casa                                                                  | Risultato                                                                | Ospiti                                                                   | Competizione                                                             | Reti                                                                     | Note                                                                     |
| ------------------------------------------------------------------------ | ------------------------------------------------------------------------ | ------------------------------------------------------------------------ | ------------------------------------------------------------------------ | ------------------------------------------------------------------------ | ------------------------------------------------------------------------ | ------------------------------------------------------------------------ | ------------------------------------------------------------------------ |
| 5-3-2014                                                                 | San Pedro Sula                                                           | Honduras                                                                 | 2 – 1                                                                    | Venezuela                                                                | Amichevole                                                               | -                                                                        | 67’                                                                      |
| Totale                                                                   |                                                                          | Presenze                                                                 | 1                                                                        |                                                                          | Reti                                                                     | 0                                                                        |                                                                          |

## Palmarès

### Club
- Copa Venezuela: 2

Zulia: 2008
Caracas: 2013-2014